# Пискуха північна
Пискуха північна (Ochotona hyperborea) — вид гризунів з роду Пискуха (Ochotona) родини Пискухові (Ochotonidae).

## Таксономічні примітки
O. hyperborea раніше був включений до  O. alpina. Є в даний час 11 підвидів: Ochotona hyperborea cinerofusca, O. h. davanica, O. h. ferruginea, O. h. hyperborea, O. h. minima, O. h. naumovi, O. h. shamani, O. h. stenorostrae, O. h. uralensis, O. h. yesoensis, O. h. yoshikurai. Деякі форми, які вважалися підвидами Ochotona hyperborea нещодавно були відокремлені як самостійні: Ochotona coreana й Ochotona mantchurica.

## Фізичні характеристики
Доросла північна пискуха має довжину тіла 12.7–18.6 сантиметрів, а хвоста 0,5–1,2 сантиметра, вага 55–200 грамів. Хвіст непомітний, вуса дуже довгі і можуть сягати 5,5 см, що є ключовою відмінністю в порівнянні з іншими видами Ochotona. Змінює хутро два рази на рік, набуваючи червонувато-коричневе хутро влітку і сірувато-коричневе в зимовий період.

## Середовище проживання
У Японії, виявлений від рівня моря до 2000 м, але зазвичай вище 800 м. Країни поширення: Китай, Японія, Північна Корея, Монголія, Росія.

## Життя

### Поведінка
Північні пискухи в основному їдять трави. На зиму роблять запаси продовольства. Проживають в колоніях. Вони риють нори, але іноді використовують природні западини під каменями або деревами, що впали. 

### Відтворення
Шлюбний сезон починається в травні. Самиця народжує до дванадцяти дитинчат. Вагітність триває близько 30 днів. Молодь годується молоком три-чотири тижні. Молодь сягає розмірів дорослої тварини у віці від близько сорока до п'ятдесяти днів, досягає статевої зрілості часто в перший рік життя. 

## Загрози та охорона
Серйозних загроз для виду в цілому немає. Проживає в багатьох охоронних землях.